# Okręg wyborczy South Wales Central
Okręg wyborczy South Wales Central – jednomandatowy okręg wyborczy do Parlamentu Europejskiego (PE) w Wielkiej Brytanii, istniejący tylko przez jedną kadencję, w latach 1994-1999. Powstał w wyniku podziału dotychczasowego okręgu South Wales na dwa nowe, zaś został zlikwidowany, gdy cała Walia stała się jednym, wielomandatowym okręgiem do PE. Zgodnie z nazwą obejmował środkową część południowej Walii, jego największym miastem było Cardiff. 
Jedynym posłem, który reprezentował okręg w jego krótkiej historii, był Wayne David z Partii Pracy.